# Adolf-Föhl-Gruppe
Die Adolf-Föhl-Gruppe mit der Adolf Föhl GmbH + Co. KG als Muttergesellschaft, meist kurz als Föhl bezeichnet, ist ein Unternehmen, das im Zinkdruckguss tätig ist.
Der Hauptsitz des Unternehmens liegt im baden-württembergischen Rudersberg-Necklinsberg. Weitere Standorte befinden sich in Rudersberg-Asperglen und Rudersberg-Michelau (jeweils Großraum Stuttgart) sowie im chinesischen Taicang; zudem existiert ein Vertriebsbüro Nordamerika in Windsor, Kanada.

## Produkte
Das Unternehmen entwickelt und produziert Bauteile aus Zink- und Hybridbauteilen. Zu den Hauptabnehmern der Föhl-Produkte zählen die Branchen Automotive, Steckverbinder und Sensorik, Kommunikations- und Befestigungstechnik, Fenster- und Möbelbeschläge, sowie Haushaltsgeräte, Satelliten und Antennentechnologie, elektrische Automatisierung und Antriebskomponente. Zur Produktpalette zählen rund 1.100 verschiedene Komponenten, deren Gewichtsspektrum von wenigen Gramm bis zu etwa anderthalb Kilogramm reicht. Ca. fünf Millionen Teile und Baugruppen verlassen nach Angaben des Unternehmens täglich die Werke. Zum Einsatz kommen dabei etwa 60, teils vollautomatisierte, Zinkdruckgussmaschinen sowie etwa 10 Kunststoffspritzgussmaschinen.

## Kennzahlen
Über 100 Millionen Euro Jahresumsatz macht die Firmengruppe, der Exportanteil liegt bei rund 60 %. Rund 350 Menschen arbeiten in den deutschen Standorten, weitere 250 im Werk in Taicang. 1987 wurden die ersten Lehrlinge im Formenbau ausgebildet, 2022 sind in den deutschen Standorten rund 30 gewerbliche und kaufmännische Auszubildende beschäftigt.

## Geschichte
1958 gründete der Adolf Föhl, damals Werkzeugmacher beim Druckgussmaschinenhersteller Oskar Frech, das Unternehmen mit einer Frech-Kunststoffspritzgussmaschine. Zwei Jahre nach der Gießerei-Gründung stieg er zusätzlich in den Zinkdruckguss ein. Mit dem eigenen Formenbau und dem Aufbau einer eigenen Konstruktionsabteilung begann 1968 der Weg zum Dienstleister.
In den folgenden Jahrzehnten entwickelte sich das Unternehmen weiter: 1983 wurde eine weitere Produktionsfläche von 650 Quadratmetern mit Lager, mechanischer Teilebearbeitung, Gleitschleifer, Formenbau und -instandhaltung sowie Konstruktion eingeweiht. Der Kauf des Gebäudes der Haubersbronner Firma Solo resultierte 1989 in der Eröffnung des Werks 2 als weiterer Niederlassung. Hierhin ward die gesamte Spritzgussfertigung verlagert.
Nach Adolf und Reinhold Föhl leitet seit 1996 mit Frank Kirkorowicz die dritte Generation das Familienunternehmen. Im gleichen Jahr erwarb Föhl als Bekenntnis zum Standort Deutschland in Michelau ein Grundstück von circa 31.000 Quadratmetern, wodanach mit dem Werk 3 einer der modernsten Druckgussbetriebe Europas entstand. 2000 wurde dort im Dreischichtbetrieb mit zunächst elf Druckgussautomaten produziert.
Um die internationale Unternehmenspräsenz auszubauen, nahm 2005 das Werk von Föhl China in Taicang in der Nähe von Shanghai seinen Betrieb auf. Zehn Jahre später wurde an diesem Standort ein neu gebautes Werk bezogen.

## Innovationen
Mit einem Heißkanalsystem hat die Ferrofacta GmbH in Kooperation mit Föhl ein Verfahren für den Zinkdruckguss entwickelt. Die Technik ermöglicht das Gießen ohne Anguss: die Maschine presst die Zinkschmelze direkt in den Hohlraum, der am Ende das gewünschte Bauteil formt; der Anguss entfällt. Dadurch gibt es weniger Lufteinschlüsse, was die Qualität der gegossenen Teile verbessert. Die neuen Formen sind kleiner, was die Kapazität der Maschinen erhöht. Zudem entfällt durch das Fehlen des Angusses die Energie für das Wiedereinschmelzen.
Dass Zink und Kunststoff eine starke Kombination schaffen, beweist die Hybridtechnologie. Hierbei werden gegossene Einlegeteile mit Kunststoff um- oder hinterspritzt oder mechanisch verbunden. Dieses Verfahren ermöglicht die Umsetzung technisch anspruchsvoller Konzepte und erhöht die Variantenvielfalt bei Konstruktion, Design und Haptik.
Eine weitere Innovation ist die Nanobeschichtung (Föhlan) mit einer Gesamtschichtdicke von 2 bis 3 µm. Sie stellt eine wirtschaftliche Alternative zu galvanischen Beschichtungen bei gleichem oder besserem Korrosionsschutz dar. Die Nanobeschichtung ist nach dem Gießprozess integrierbar und vereinfacht somit die logistischen Abläufe.

## Auszeichnungen
- Europäischer Zinkdruckgusswettbewerb 2010 der International Zinc Association (IZA) in der Kategorie „Bau“: 1. Preis für Einlegeteil mit Gewinde als Element eines Pressluftverteilers[9]
- Zinkdruckgusswettbewerb 2010: 3. Preis für ein Gehäuse für Video- und Fernsehelektronik im Automobil[10]
- Zinkdruckgusswettbewerb 2014: 1. Preis für Getriebegehäuse für einen Hochdruckreiniger[11]
- Stabilus Supplier Award 2015: Auszeichnung als bester Lieferant[12]
- Europäischer Zinkdruckgusswettbewerb 2016 der IZA: 1. Preis in der Kategorie „Substitution“ für den Schalthebel Autolive Shift Lever[13]
- Innovationspreis Rems-Murr 2016: 1. Preis für das entwickelte Verfahren der Heißkanaltechnik[14]
- Zinkdruckguss-Wettbewerb 2018: 2. Preis für Fenstertechnik-Bauteil[15][16]
- Zinkdruckguss-Preis 2022 der Initiative Zink in der Kategorie „Elektrotechnik & Maschinenbau“[17]